# Gabriela Carrillo
Gabriela Carrillo (Pichucalco, Chiapas; 6 de agosto de 1987) es una actriz de televisión y modelo mexicana. Saltó a la fama con su protagónico dentro de la telenovela Muchachitas como tú en 2007 interpretando a Elena, la más humilde de las protagonistas.

## Biografía
Gabriela Carrillo Rosas nació el 6 de agosto de 1987 en el municipio de Pichucalco, en el estado de Chiapas, en México. En 2006 entró al Centro de Educación Artística de Televisa para desarrollarse como actriz, y en 2007 acudió al casting para la telenovela juvenil Muchachitas como tú, versión de la telenovela de 1991 Muchachitas. Allí logró obtener el papel de "Elena", la muchacha pobre que en la versión anterior había sido interpretada por la actriz Tiaré Scanda.
Más tarde en 2007 obtiene el papel de "Karina" en la telenovela Alma de hierro donde interpretó a una muchacha obsesionada con "Huicho" personaje interpretado por Eddy Villard. Estuvo dentro de la telenovela durante 5 meses, saliendo del reparto en el mes de julio de 2008. Ese mismo año realizó una participación especial en S.O.S. serie mexicana en que estuvo por unos capítulos.
En 2009 fue seleccionada para el personaje de "Teresa Roura" en la telenovela Mi pecado de Juan Osorio, interpretando a una muchacha atormentada y rechazada por su padre y hermano. Ese mismo año debutó en Hollywood dentro de la cinta romántica Last Stop del director Andrew Rodríguez.
Estudió la secundaria en Cuernavaca, estado de Morelos, y luego regresa a su natal Chiapas para continuar la secundaria y finalizar la preparatoria.

## Trayectoria

### Telenovelas
- Muchachitas como tú (2007) - Elena Olivares Cervantes
- Alma de Hierro (2008) - Karina
- Mi pecado (2009) - Teresa Roura Valdivia
- Llena de amor (2010) - Diana
- Dos hogares (2011-2012) - Cristina Lagos
- Libre para amarte (2013) - Miriam Medina
- Amor de barrio (2015) - Eugenia Uckerman
- La candidata (2016-2017) - Alma
- Ringo (2019) - Gloria Ortiz
- El Dragón: El regreso de un guerrero (2019-2020) - Edna González
- Vencer el miedo (2020) - María Eugenia "Maru" Mendoza[1]
- Como tú no hay 2 (2020) - Ivette Altamira
- La mexicana y el güero (2020) - Paulina Villaseñor[2]
- Si nos dejan (2021) - Carlota de Vegas
- La mujer del Diablo (2022) - Clemencia[3]
- Mujeres asesinas (2024) - Gloria[4]
- La historia de Juana (2024) - Inés Campos[5]
- El ángel de Aurora (2024-2025) - Casandra Ávila

### Programas
- Mujeres asesinas (2009) - Rosa, heredera "Maura Dinamarca" - Participación especial.
- Como dice el dicho (2012) - Lorena
- Las estrellas bailan en Hoy (2021) - Concursante[6]

### Cine
- Last Stop (2009) - Ana
- “ Expira “ (2018) - Jessica

## Premios

### Premios TVyNovelas
| Año  | Categoría                 | Producción     | Resultado |
| ---- | ------------------------- | -------------- | --------- |
| 2010 | Mejor revelación femenina | Mi pecado      | Nominada  |
| 2016 | Mejor actriz juvenil      | Amor de barrio | Nominada  |